# Franquevielle
Franquevielle (okzitanisch Francavièla) ist eine französische Gemeinde mit 328 Einwohnern (Stand 1. Januar 2022) im Département Haute-Garonne in der Region Okzitanien (vor 2016 Midi-Pyrénées); sie gehört zum Arrondissement Saint-Gaudens und zum Kanton Saint-Gaudens. Die Einwohner werden Franqueviellois genannt.

## Geografie
Die Gemeinde Franquevielle liegt in der historischen Provinz Comminges auf dem südöstlichen Plateau von Lannemezan, etwa zwölf Kilometer ostnordöstlich von Lannemezan. Umgeben wird Franquevielle von den Nachbargemeinden Sédeilhac im Norden und Nordosten, Loudet im Osten, Les Tourreilles im Süden, Cuguron im Süden und Südwesten sowie Villeneuve-Lécussan im Westen und Nordwesten. Durch das Gemeindegebiet fließen die Louge und die Noue.

## Bevölkerungsentwicklung
| Jahr                       | 1962 | 1968 | 1975 | 1982 | 1990 | 1999 | 2011 | 2020 |
| Einwohner                  | 433  | 403  | 362  | 379  | 349  | 333  | 356  | 331  |
| Quellen: Cassini und INSEE |      |      |      |      |      |      |      |      |

## Sehenswürdigkeiten

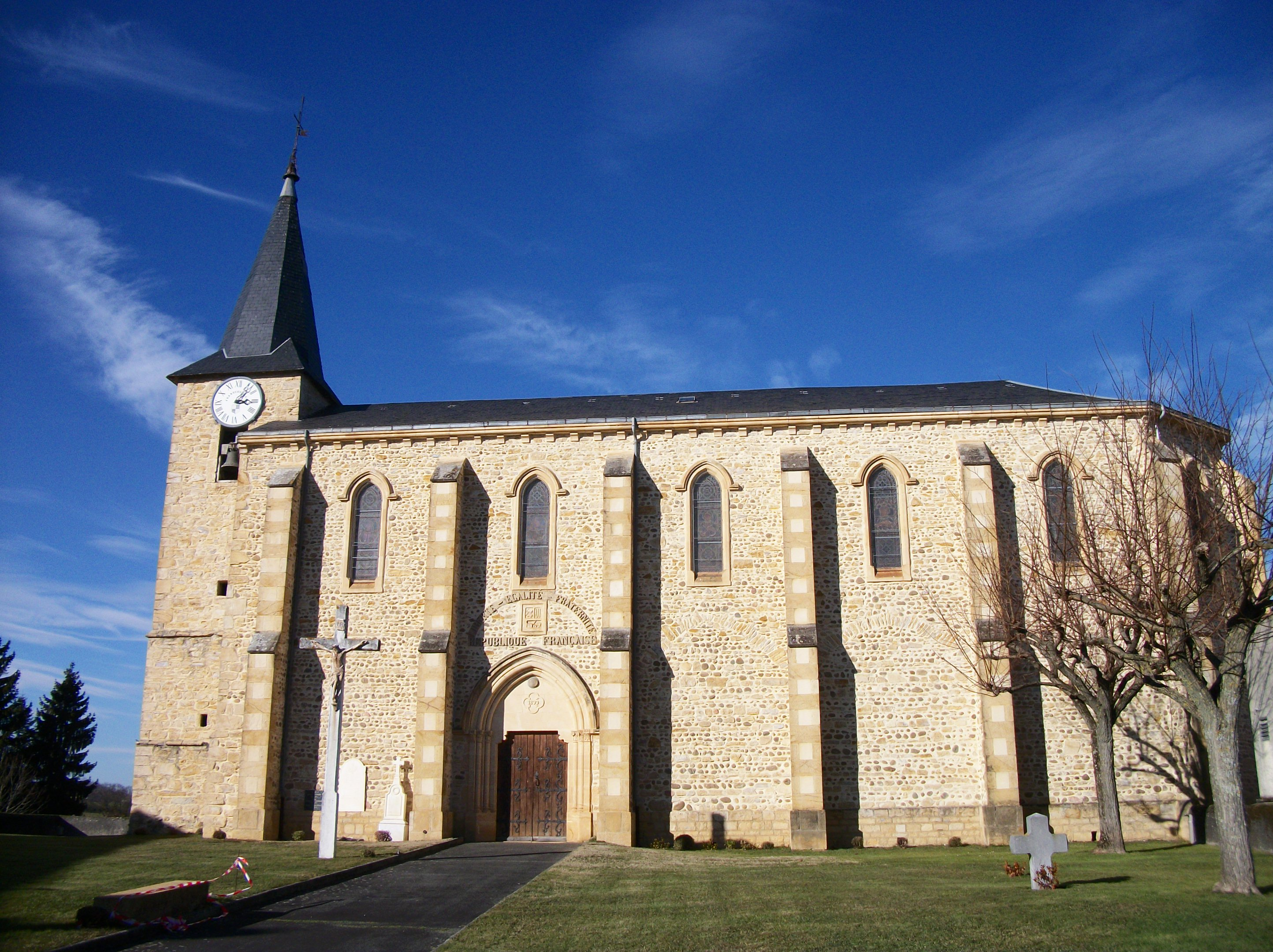
Kirche Notre-Dame
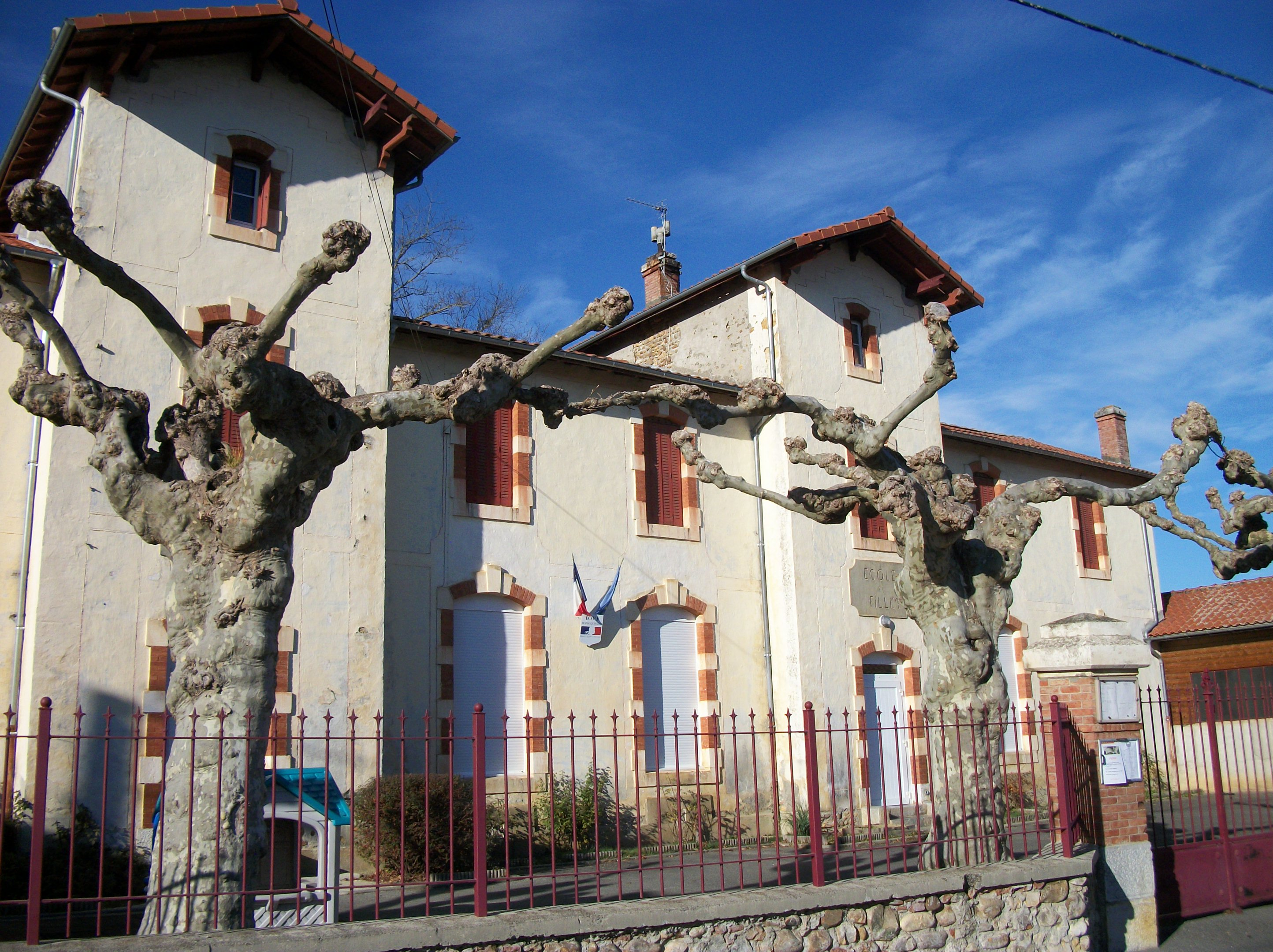
Grundschule
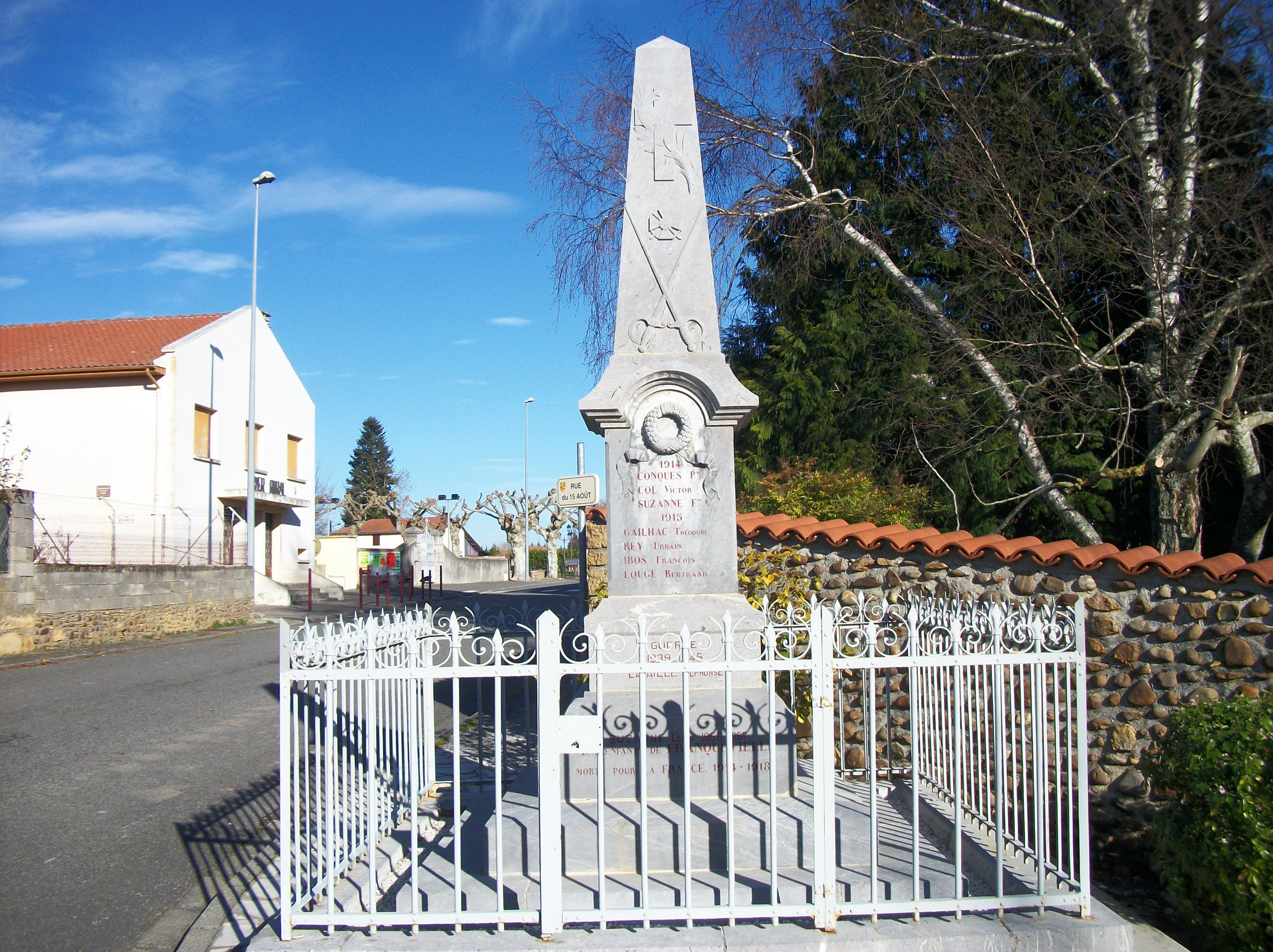
Gefallenendenkmal

- Kirche Notre-Dame
- Grundschule
- Gefallenendenkmal